# Funkční magnetická rezonance
Funkční magnetická rezonance (fMRI) je moderní zobrazovací metoda sloužící k funkčnímu zobrazování mozku, resp. mapování mozkové odezvy na vnější či vnitřní podnět. S vývojem výpočetní techniky a statistických metod se rozvíjí metoda fMRI jako nástroj pro vizualizaci anatomických struktur mozku zapojených do mechanismů vnímání, řízení motoriky a myšlení. Liší se od standardní magnetické rezonance schopností detekovat dynamické změny signálu způsobené lokálním kolísáním poměru oxyhemoglobinu a deoxyhemobloginu v závislosti na neuronální aktivitě (BOLD, tzn. Blood Oxygenation Level Dependent).
fMRI mapuje neuronální aktivitu pouze nepřímo, v návaznosti na lokální změnu oxygenace a perfuze mozkové kůry. Z toho také vychází její přednosti a limitace ve srovnání s dalšími metodami funkčního mapování mozku. Meze jednotlivých metod jsou dány tzv. časovou a prostorovou rozlišovací schopností. Funkční MRI má relativně vysokou prostorovou rozlišovací schopnost (řád jednotek milimetrů), časová rozlišovací schopnost je ve srovnání s EEG (elektroencefalografie) či MEG (magnetoencefalografie) omezená. fMRI nalézá uplatnění především v neurofyziologickém výzkumu. Na řadě pracovišť se fMRI využívá např. jako doplňující vyšetření před neurochirurgickou intervencí v oblastech kritických pro řečové či motorické funkce. fMRI umožňuje zpřesnění diagnostiky některých neurologických i psychiatrických onemocnění a nabízí možnosti plánování chirurgických výkonů.

## Magnetické vlastnosti jádra
Atomové jádro se skládá z nukleonů (protonů a neutronů). Protony, jako ostatní částice, mají jednu z kvantových vlastností označovaných jako spin (nejedná se o klasickou "rotaci", kterou by měl např. točící míček v makrosvětě). Každá nabitá částice, která se pohybuje, vytváří ve svém okolí magnetické pole a vykazuje magnetický moment. Protony si lze tedy představit jako miniaturní magnety. Atomová jádra se sudým nukleonovým číslem se nechovají ke svému okolí magneticky, protože se jejich magnetické momenty ruší a nelze je využít pro MR zobrazování. Atomová jádra s lichým nukleonovým číslem si svůj magnetický moment zachovávají. Charakteristickým zástupcem této skupiny je atom vodíku 1H, který má jeden proton a vykazuje relativně velký magnetický moment. V organismu je více než 60 % vody a 1H je tedy nejvhodnějším objektem pro MR zobrazování. Dalšími zástupci jsou 13C, 19F,
23Na, 31P. Za normálních okolností je orientace rotačních
os protonů (jejich magnetických pólů) ve tkáních nahodilá, magnetické momenty
jednotlivých jader se tedy navzájem ruší a tkáň se navenek jeví nemagneticky.
Vložíme-li tkáň do silného magnetického pole, uspořádají se rotační osy protonů
rovnoběžně se siločárami vnějšího magnetického pole. Větší počet z nich je
v poloze, kdy jejich magnetický moment je orientován souhlasně (paralelně)
s vektorem vnějšího magnetického pole a menší počet protonů je energeticky
náročnější a proto je jich méně než polovina. Tato „nerovnováha“ způsobí, že
tkáň vykazuje celkový magnetický moment a navenek se chová magneticky. Tato vlastnost
je základním principem MR.
Jednotlivé
tkáně mají různou biochemickou strukturu, tedy různé zastoupení protonů a
navenek se projevují různě velikými magnetickými momenty a dávají tak informaci
o svém složení. Protony umístěné v magnetickém poli konají kromě svého
původního "rotačního pohybu"(spin) ještě pohyb precesní – po plášti rotačního
kužele. Frekvence precesního pohybu, tzv. Larmorova frekvence, závisí na
magnetických vlastnostech daného jádra vyjádřených v tzv. gyromagnetickém
poměru a na intenzitě vnějšího magnetického pole.

## Princip
Princip
NMR (nukleární magnetická rezonance) spočívá
v tom, že je-li rotující jádro umístěno v konstantním magnetickém poli B0,
dojde ke srovnání magnetických momentů (os rotace) s vnějším magnetickým polem
a osa jádra bude lehce rotovat kolem směru působícího pole B0. Tento pohyb
vzniká při každé změně působícího magnetického pole, dokud se jádro v dané
poloze neustálí. Pokud vnější pole přestane působit, vrací se jádro do své
původní klidové polohy. Pokud se přidá druhé kolmo působící (transverzální)
pole BT, začne jádro opět rotovat. Aby byla jádra udržena ve stálém pohybu,
používá se vysokofrekvenční magnetické pole, které současně rotuje v rovině XY.
Volbou velikosti prvního statického magnetického pole B0 a volby velikosti
pro transverzální magnetické pole BT se dá velice přesně určit, která
jádra budou v rezonanci. Rezonancí je magnetický moment m jádra
překlopen o 90° do roviny XY a osa pak rotuje podle transverzálního pole. Pokud
je transverzální pole odpojeno, rotuje jádro stále v rovině XY. Přiblížením
cívky do blízkosti rotujícího magnetického momentu se v ní indukuje napětí,
které je následně měřeno. Zjednodušeně je velikost naměřeného napětí
závislá na poloze a typu tkáně.

## PrincipBOLDfMRI
K funkčnímu mapování mozkové kůry pomocí MR je možno užít dvou principů. Jedná se buď o změnu perfuze a objemu krve v místě
neuronální aktivity (perfuzní fMRI), anebo navíc o změnu poměru okysličené a
neokysličené formy hemoglobinu v dané oblasti (BOLD fMRI).
Podstatou
metody je změna prokrvení a objemu krve v aktivní oblasti mozkové kůry
(perfuzní fMRI) nebo změna mezi poměrem okysličené formy hemoglobinu (BOLD
fMRI). Neokysličená forma hemoglobinu má paramagnetické vlastnosti a chová se
jako přirozená MR kontrastní látka, která zkracuje relaxační čas T2. Aktivní
oblast mozku, která spotřebovává více kyslíku, potom poskytuje silnější signál
než okolí. Při fMRI vyšetření se opakovaným skenováním získávají obrazy celého
objemu mozku v klidu i při aktivním řešení úkolů (reakce na podnět, pohyb
končetin, tvorba slov, atd.) Změny mozkové aktivity jsou měřeny z rozdílu
dvojic obrazů podřízených v klidu a při mozkové činnosti.

## Difuzní MRI

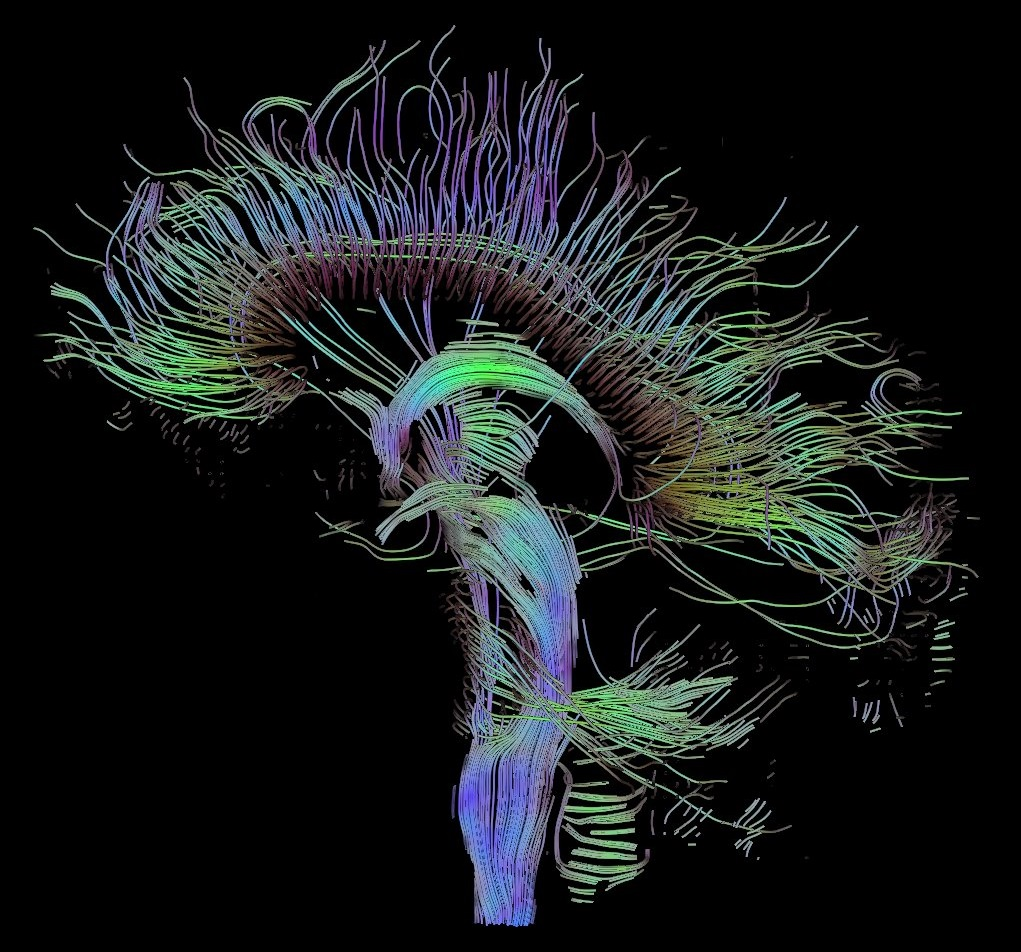
DTI obraz mozku zobrazující směry difuze molekul vody.

Difuzní MRI zobrazuje změny signálu způsobené difuzí[1]
molekul vody ve tkáních. Takové zobrazení je relativně nezávislé na relaxačních
časech T1, T2 i na hustotě protonových jader (PD). Difuzní zobrazení se
uplatňuje především při hodnocení patologických stavů mozku (stáří ischemického postižení mozku, traumatické změny mozku, posuzování buněčného složení
mozkových nádorů nebo změny v důsledku Alzheimerovy choroby, autismu,
schizofrenie, apod.).
Směr difuze může být zcela náhodný všemi směry (např.
v mozkomíšním moku nebo šedé hmotě mozku) nebo omezený pouze na některé
směry (např. v bílé hmotě mozku převládá difuze ve směru dlouhých vláken
axonů), kdy je všesměrové difuzi bráněno bariérou např. buněčných stěn. Směr
difuze lze zjistit mnohonásobným skenováním zvolené vrstvy tkáně
v několika směrech. Jednotlivé směry zobrazení se získávají změnou
orientace magnetických gradientů. Každý směr gradientu potom zobrazuje jiný
směr difuze. V praxi se směr difuze vypočítává nejméně z 6 směrů, obvykle
však z 12 až 256 směrů. Výsledkem difuzního zobrazení může být šedoškálová
mapa velikosti difuze (metoda DWI – Diffusion Weighted Imaging) nebo barevná
mapa mozku (metoda DTI – Diffusion Tensor Imaging), kdy jednotlivé barvy určují
jednotlivé směry difuze v dané oblasti. Ukázka DTI obrazu mozku je na
obrázku 1.
[1] Difuze =
přechod částic látky z míst vyšší koncentrací látky do míst s nižší
koncentrací látky v důsledku tepelného pohybu. Difuze probíhá až do
vyrovnání koncentrací látky v celém objemu.  

## Metodika vyšetření fMRI (designování)
Základní omezení fMRI spočívá ve velmi
malé změně intenzity signálu (T2*) spojené s hemodynamickou odpovědí.
Navíc neexistuje standardizovaná klidová hodnota BOLD signálu (rozdíly jsou
mezi jednotlivými osobami i jednotlivými oblastmi mozkové kůry), která by
sloužila jako výchozí referenční úroveň. K tomu, abychom dokázali odlišit
na experimentu závislé změny signálu od šumu, tedy zdaleka nepostačuje pouhé
srovnání dvou snímků (klid versus aktivita) dané oblasti mozku.
K dostatečné statistické robustnosti výsledků je nutno získat daných
snímků hned několik desítek. Celý objem mozku (např. 32 řezů) tedy snímáme
několikrát jak při aktivním provádění dané úlohy (např. vymýšlení slov, pohyb
končetinou, reakce na určitý podnět), tak v klidu (resp. při provádění
kontrolní úlohy), a výsledky následně statisticky vyhodnocujeme. Každé
vyšetření je charakterizováno určitým časovým uspořádáním, kterému říkáme
design experimentu (měření). Existují dva základní typy designů – blokový
design a event-related design. Další typy designů pak vznikají jejich vzájemnou

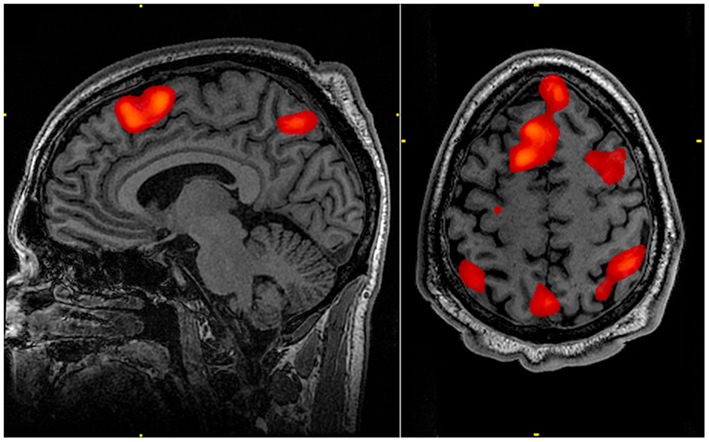
fMRI snímek během zátěže paměti

kombinací.

### Blokový design
je jednodušší jak na vlastní měření, tak na
následné statické zpracování. Při vyšetření dochází ke střídání dvou či více
bloků událostí (typicky aktivita versus klid). Během každého bloku změříme vždy
několik funkčních skenů celého mozku, výsledná data pak statisticky
porovnáváme. Řazením stimulačních podnětů do bloků získáme vyšší
hladinu BOLD signálu v porovnání s odpovědí na jediný krátký podnět.
Připravujeme se však o možnost detekovat tvar hemodynamické odezvy. Blokový
design je preferenčně využívám při snímání fMRI pro klinické účely. Již z principu
nelze tento typ designu využít při vyšetřování pozornosti či kognitivních
úlohách založených na spontánním provádění určité činnosti.

### Event-related design
jedná se o design určený k detekci hemodynamické odezvy na jednotlivé události
(či specifické posloupnosti událostí). V nejjednodušší koncepci trvá stimulační
podnět krátce (ve srovnání s akvizičním časem celého objemu mozku, tj. 3–5
sekundami). Stimulační podněty jsou pak od sebe vzdáleny několik akvizičních
časů, což umožňuje detailní sledování průběhu BOLD signálu v čase.
Výsledkem tohoto typu uspořádání designu je pak dlouhý experiment s velkým množstvím
nasnímaných dat, což se projeví větší výpočetní a časovou náročností
zpracování. Pro zvýšení statistické výtěžnosti se může použít optimalizace
posloupnosti stimulačních podnětů, zejména pokud nejsou jednotlivé události od
sebe dostatečně vzdáleny. Tento typ designu je využíván spíše v neurovědním
výzkumu, v klinické praxi se s ním téměř nesetkáme.

## Vlastní měření
Vlastní vyšetření vypadá na první pohled obdobně jako
konvenční vyšetření magnetickou rezonancí. V jedné fázi měření se sejmou
anatomické snímky ve vysokém rozlišení (např. T1 vážené snímky, 512 x 512),
které slouží jako matice pro zobrazení výsledných aktivačních map. Následuje
vlastní funkční vyšetření dle již zaběhlého designu s akvizicí
funkčních skenů (např. gradient-echo EPI – sekvence dostatečně rychlá a citlivá
k nehomogenitám magnetického pole – T2* vážení). Stimulační podněty a
komunikace s pacientem probíhají prostřednictvím sluchátek či vizuálně
(projekce obrazu do gantry datovým projektorem či speciálním LCD zobrazovačem).
fMRI je vyšetření, při kterém je zpravidla
nutný vysoký stupeň spolupráce pacientů. Správné provedení daného úkolu je
naprosto zásadním bodem v celém vyšetřovacím řetězci. U některých
kognitivních úloh (např. test slovní plynulosti) navíc nelze při snímání fMRI
dat výkon pacienta přímo objektivizovat a ověřit tak, zda vykonával úlohu
správně. Akvizice funkčních snímků je rovněž velmi citlivá k pohybovým
artefaktům (včetně minimálních pohybů hlavy při polykání či mrkání).
V souhrnu, každý lékař indikující vyšetření fMRI by měl zodpovědět
několik základních otázek:
- Co od vyšetření očekávám a jaký bude mít vliv na další léčení pacienta?

- Jaký je pacientův mentální stav – bude schopen správně vykonat požadovanou úlohu?

- Jaký je pacientův klinický stav – bude schopen ležet cca 20 minut v naprostém klidu?

- Je pacient na medikaci? (Před vyšetřením je třeba vysadit sedativně působící farmaka jako benzodiazepiny či barbituráty).

Po ukončení měření jsou získaná data (funkční snímky,
anatomické snímky, protokol o měření) převedena po síti z vlastního MR
přístroje či centrálního serveru (PACS) na místo dalšího zpracování. Předzpracování, statistická analýza a vyhodnocení
výsledků již většinou probíhá mimo vlastní MR pracoviště. Celková
doba zpracování u jednoduché blokového designu se v případě klinických
měření pohybuje kolem jedné hodiny. Moderní MR tomografy již mohou být vybaveny
softwarem pro zpracování fMRI.

## Statistická analýza - voxel-by-voxel detekční analýza
Ke statistické detekci lze použít následující metody:
- Prostá subtrakce (prostý rozdíl průměrné hodnoty signálu získaného v době aktivity a průměrné hodnoty signálu v době klidu)
- Studentův t-test (rozdíl průměru je vážen směrodatnou odchylkou
- Korelační analýza
- Regresní analýza
- Analýza rozptylu

### GLM(Obecné lineární modelování)
Jistým zobecněním a zapouzdřením výše uvedených metod je použití obecného lineárního modelu (GLM = General Linear model). Jedná se vlastně o určité zobecnění lineární regresní analýzy. Ovšem dle způsobu sestavení modelu a následného testování a interpretace regresních koeficientů z něj získáme např. t-test nebo ANOVu. Základní koncepce je znázorněna na následujícím obrázku. 

### DCM(Dynamické kauzální modelování)
K modelování vnitřní dynamiky používá DCM stavový popis systému
- Vstupem jsou jednotlivé experimentální stimuly (psychologické podmínky)
- Výstupem jsou časové průběhy měřeného signálu
- Vnitřními stavy jsou vlastní stavy neurálních populací

Koncepce DCM uvažuje dva druhy vstupů
- Přímý nebo také řídící vstup ovlivňuje přímo neurální aktivitu v dané oblasti (např. v primárních senzorických oblastech)

- Kontextuální vstup ovlivňuje sílu vazeb mezi oblastmi (např. změna pozornosti, efekt učení, zpracování odlišné kategorie podnětu atd.).

Při použití DCM můžeme testovat dva druhy hypotéz. Sledujeme významnost konkrétních vazeb (vyjádřenou pomocí aposteriorní pravděpodobnosti). Srovnáváme vhodnost různých modelů lišících se strukturou povolených vazeb a z nich vybíráme pomocí bayesovského výběru (BMS, Bayesian model selection) nejvhodnější model.
Výsledek voxel-by-voxel detekční metody získáváme statistickou parametrickou mapu (SPM= statistical parametric map). Po provedení prahování (pro každý bod musí být rozhodnuto o významnosti či nevýznamnosti statistické hodnoty) mapy, je získána výsledná mapu detekovaných aktivací a používá se k hodnocení výsledku experimentu.

## Aplikace v klinické praxi
V současné době existuje několik indikací, ve kterých lze fMRI s úspěchem využít. Jednou z nich je například předoperační plánování resekcí u expanzivních nitrolebních procesů např. u tumoru či AV malformace. Další doménou fMRI se stává epileptochirurgie. U pacientů s farmakorezistentní epilepsií temporálního laloku (TLE) je často indikována parciální resekce v postiženém temporálním laloku. fMRI se nabízí jako neinvazivní alternativa WADA testu.